# Pertusaria erythrella
Pertusaria erythrella är en lavart som beskrevs av Müll. Arg. Pertusaria erythrella ingår i släktet Pertusaria och familjen Pertusariaceae.   Inga underarter finns listade i Catalogue of Life.